# San Pedro (Spanyolország)
San Pedro község Spanyolországban, Albacete tartományban. Lakosainak száma 1185 fő (2024).

## Földrajza
San Pedro Balazote, Pozuelo, Peñas de San Pedro és Casas de Lázaro községekkel határos.

## Népesség
A település lakosságának változását az alábbi diagram mutatja:
| Lakosok száma | 1338 | 1288 | 1252 | 1278 | 1304 | 1226 | 4258 | 1242 | 1148 | 1185 |
|               | 2001 | 2004 | 2006 | 2009 | 2011 | 2014 | 2016 | 2019 | 2021 | 2024 |